# Synthesegas-Fermentation
Synthesegas-Fermentation, kurz auch Syngas-Fermentation, ist ein mikrobiologischer Prozess, bei dem ein Synthesegas aus Kohlenmonoxid (CO), Wasserstoff (H2) und Kohlendioxid (CO2) als Energie- und Substratquelle für die Fermentation genutzt wird.
Durch die Stoffwechsel-Prozesse der eingesetzten Mikroorganismen können auf diese Weise Chemikalien gewonnen werden, die als Biokraftstoffe oder als Plattformchemikalien in der Chemischen Industrie eingesetzt werden können. Die Hauptprodukte dieses Prozesses umfassen Ethanol, Butanol, Essigsäure, Buttersäure und Methan. Neuere Ansätze produzierten auch längerkettige organische Verbindungen wie Caproat, Hexanol oder Octanol.
Es gibt eine Reihe von Mikroorganismen, die in der Lage sind, nutzbare Chemikalien und Kraftstoffe auf der Basis von Synthesegas zu produzieren, vor allem Clostridium ljungdahlii, Clostridium autoethanogenum, Eubacterium limosum, Clostridium carboxidivorans, Peptostreptococcus productus und Butyribacterium methylotrophicum.
Die Vorteile der Synthesegas-Fermentation gegenüber konventionellen chemischen Prozessen, beispielsweise der Fischer-Tropsch-Synthese, liegen in den niedrigeren Prozesstemperaturen und -drücken und der Nutzbarkeit von Gasen mit höheren Schwefelgehalten sowie der Nutzbarkeit von unterschiedlichen Verhältnissen von Kohlenmonoxid und Wasserstoff im Synthesegas, wodurch Aufreinigungsschritte eingespart werden sowie eine Wasserstoffanreicherung nicht notwendig ist. Nachteilig wirkt sich dagegen die Limitation der Gaszugabe in die Fermentationsbrühe, die niedrige volumetrische Produktivität sowie die Inhibierung der Organismen durch höhere Produktkonzentrationen aus. Um die genannten Nachteile auszugleichen oder die Herstellung von hochwertigeren Produkten möglich zu machen, bedienen sich Forschern des Metabolic Engineering, womit sich beispielsweise Inhibierungen verringern oder Produktivitäten erhöhen lassen. Des Weiteren werden stetig Fortschritte im Bereich der Optimierung der Fermentationstechnik gemacht.
Ein Beispiel einer Pilotanlage stellt die Kooperation des deutschen Chemiekonzerns BASF mit dem Synthesegas-Fermentationsspezialisten LanzaTech im Jahr 2021 dar. Ziel dieser Kooperation ist es die Kompetenzen beider Unternehmen zur Entwicklung eines Prozesses zur Nutzung von Abfallströmen, beispielsweise der Stahlindustrie, zu nutzen.

## Belege
1. 1 2  Robert F.  Brown: Biorenewable resources: engineering new products from agriculture. Iowa State Press, Ames, Iowa 2003, ISBN 0-8138-2263-7.
2. 1 2 3  R. M. Worden, M. D. Bredwell, A. J. Grethlein: Engineering issues in synthesis gas fermentations. In: Badal C Saha (Hrsg.): Fuels and Chemicals from Biomass. American Chemical Society, Washington, DC 1997, ISBN 0-8412-3508-2, S. 321–335.
3. ↑  Hanno Richter, Bastian Molitor, Martijn Diender, Diana Z. Sousa, Largus T. Angenent: A Narrow pH Range Supports Butanol, Hexanol, and Octanol Production from Syngas in a Continuous Co-culture of Clostridium ljungdahlii and Clostridium kluyveri with In-Line Product Extraction. In: Frontiers in Microbiology. Band 7, 2016, S. 1773, doi:10.3389/fmicb.2016.01773, PMID 27877166, PMC 5099930 (freier Volltext).
4. ↑  K. T. Klasson, M. D. Ackerson, E. C. Clausen, J. L. Gaddy: Bioconversion of synthesis gas into liquid or gaseous fuels. In: Enzyme and Microbial Technology. Band 14, Nr. 8, 1992, S. 602–608.
5. ↑  J. Abrini, H. Naveau, E. J. Nyns: Clostridium autoethanogenum, Sp-Nov, an Anaerobic bacterium that produces ethanol from carbon monoxide. In: Archives of Microbiology. Band 161, Nr. 4, 1994, S. 345–351.
6. ↑  I. S. Chang, B. H. Kim, R. W. Lovitt, J. S. Bang: Effect of CO partial pressure on cell-recycled continuous CO fermentation by Eubacterium limosum KIST612. In: Process Biochemistry. Band 37, Nr. 4, 2001, S. 411–421.
7. ↑  A. Ahmed, R. S. Lewis: Fermentation of biomass generated syngas:Effect of nitric oxide. In: Biotechnology and Bioengineering. Band 97, Nr. 5, 2007, S. 1080–1086.
8. ↑  M. Misoph, H. L. Drake: Effect of CO2 on the fermentation capacities of the acetogen Peptostreptococus productus U-1. In: Journal of Bacteriology. Band 178, Nr. 11, 1996, S. 3140–3145.
9. 1 2  A. M. Henstra, J. Sipma, A. Reinzma, A. J. M. Stams: Microbiology of synthesis gas fermentation for biofuel production. In: Current Opinion in Biotechnology. Band 18, Nr. 3, 2007, S. 200–206.
10. ↑  Chi Cheng, Weiming Li, Meng Lin, Shang-Tian Yang: Metabolic engineering of Clostridium carboxidivorans for enhanced ethanol and butanol production from syngas and glucose. In: Bioresource Technology. Band 284, Juli 2019, S. 415–423, doi:10.1016/j.biortech.2019.03.145, PMID 30965197.
11. ↑  James J. Orgill, Mike C. Abboud, Hasan K. Atiyeh, Mamatha Devarapalli, Xiao Sun: Measurement and prediction of mass transfer coefficients for syngas constituents in a hollow fiber reactor. In: Bioresource Technology. Band 276, 1. März 2019, S. 1–7, doi:10.1016/j.biortech.2018.12.092 (sciencedirect.com [abgerufen am 3. April 2022]).
12. ↑  LanzaTech and BASF achieve first milestone in utilizing industrial off-gases for chemical production. Abgerufen am 3. April 2022 (amerikanisches Englisch).